# Voree (Wisconsin)
Voree est un secteur non constitué en municipalité de Spring Prairie, Wisconsin (en) dans le comté de Walworth au Wisconsin (États-Unis).

## Description
Voree est célèbre pour être le siège social de l'Église de Jésus-Christ des saints des derniers jours.